# Kaisa (Name)
Kaisa (ˈkɑi.sɑ) ist ein weiblicher Vorname, der vorwiegend in Finnland und Estland gebräuchlich ist.

## Herkunft
Bei Kaisa handelt es sich um eine Variante des Namens Kajsa, der seinerseits eine Koseform von Karin ist. Somit handelt es sich um eine Variante von Katharina oder Karolina.

## Namenstag
In Finnland gilt der 25. November (Katharina von Alexandrien) als Namenstag, in der orthodoxen Kirche der 7. November.

## Namensträgerinnen
- Kaisa Alanko (* 1993), finnische Volleyballspielerin
- Kaisa Collin (1997), finnische Fußballspielerin
- Kaisa Juuso (1944–2022), finnische Politikerin
- Kaisa Karjalainen (* 1993), finnische Musikerin
- Kaisa Kallio (1878–1954), finnische Hausfrau und Landwirtin
- Kaisa Launela (* 1948), finnische Speerwerferin
- Kaisa Mäkäräinen (* 1983), finnische Biathletin
- Kaisa Matomäki (* 1985), finnische Mathematikerin
- Kaisa Parviainen (1914–2002), finnische Speerwerferin
- Kaisa Roose (* 1969), estnische Dirigentin
- Kaisa Sali (* 1981), finnische Duathletin und Triathletin
- Kaisa Varis (* 1975), finnische Skilangläuferin und Biathletin